# Vennanthur
Vennanthur es una ciudad y nagar Panchayat situada en el distrito de Namakkal en el estado de Tamil Nadu (India). Su población es de 14568 habitantes (2011). Se encuentra a 37 km de Namakkal y a 18 km de Salem.

## Demografía
Según el censo de 2011 la población de Vennanthur era de 14568 habitantes, de los cuales 7447 eran hombres y 7121 eran mujeres. Vennanthur tiene una tasa media de alfabetización del 73,44%, inferior a la media estatal del 80,09%: la alfabetización masculina es del 81,64%, y la alfabetización femenina del 64,99%.